# Ruffin G. Pleasant
Ruffin G. Pleasant, né le 2 juin 1871 et mort le 12 septembre 1937, gouverneur de la Louisiane du 9 mai 1916 au 11 mai 1920, membre du Parti démocrate. 